# 中山親雅
中山 親雅 （なかやま ちかまさ）は、南北朝時代から室町時代中期にかけての公卿。権中納言・中山定宗の子。官位は正二位・権大納言。 中山家7代。

## 経歴
康暦2年（1380年）参議に任ぜられ、公卿に列する。その後永徳3年（1383年）従二位・権中納言、応永元年（1394年）権大納言と昇進を重ね、応永2年（1395年）出家。法名は宗雅。応永9年（1402年）薨去、享年50。
南北朝時代末期の宮廷歌壇の担い手のひとりとしても知られ、親雅が詠んだ和歌は『新後拾遺和歌集』『新続古今和歌集』などに入集している。

## 官歴
『公卿補任』による
- 時期不明：叙爵（従五位下）、侍従
- 貞治2年（1363年） 正月5日：従五位上
- 貞治年間：正五位下
- 貞治6年（1367年） 4月13日：左近衛少将
- 応安元年（1368年） 2月21日：兼出羽介
- 応安年間：従四位下
- 応安2年（1369年）：4月19日：左近衛中将
- 時期不明：従四位上
- 永和元年（1375年） 11月22日：正四位下
- 永和2年（1376年） 2月12日：備後介
- 永和4年（1378年） 12月13日：蔵人頭
- 永和5年（1379年） 正月6日：正四位上
- 康暦元年（1379年） 4月5日：止官職。12月7日：宮内卿
- 康暦年間：左近衛中将
- 康暦2年（1380年） 12月14日：参議
- 永徳元年（1381年） 3月10日：従三位。3月13日：正三位
- 永徳3年（1383年） 3月28日：兼土佐権守。4月22日：権中納言。10月16日：兼右衛門督。12月15日：従二位
- 嘉慶元年（1387年） 某月某日：辞権中納言。12月11日：民部卿
- 明徳元年（1390年） 4月1日：還権中納言、兼左衛門督
- 明徳3年（1392年） 12月5日：正二位
- 明徳4年（1393年） 12月29日：辞権中納言
- 応永元年（1394年）12月23日：還権中納言。12月25日：転権大納言、兼弾正尹。
- 応永2年（1395年） 正月某日：止弾正尹。6月3日：辞権大納言。6月20日：出家（法名宗雅）
- 応永9年（1402年） 5月27日：薨去（享年50）

## 系譜
- 父：中山定宗
- 母：不詳
- 妻：加賀局 - 長快の娘、のち室町幕府第3代将軍足利義満側室
  - 男子：中山満親（1371 - 1421）[1]